# Zarabatana Books
Zarabatana Books é uma editora brasileira especializada em quadrinhos, sediada em Campinas e fundada por Claudio R. Martini. Seu primeiro título foi "Prolongado Sonho do Sr. T", do artista espanhol Francesc Capdevila (mais conhecido como Max), publicado no final de 2006.
Com a proposta editorial de publicar obras de qualidade e originalidade, mas que não costumam ter espaço nas demais editoras de quadrinhos brasileiras, a Zarabatana passou a publicar também material nacional em 2008, com o álbum "Dr. Bubbles & Tilt: Sideral", de Tulio Caetano. No mesmo ano, lançou seu primeiro álbum de um artista argentino ("Macanudo 1", de Liniers), passando a publicar regularmente material da Argentina a partir de 2010, incluindo a edição nacional da revista Fierro.